# Антон Домінік Фернкорн
Антон Домінік Фернкорн (нім. Anton Dominick Ritter von Fernkorn; 17 березня 1813, Ерфурт, Ерфуртське князівство, Німеччина — 16 листопада 1878, Відень, Австро-Угорщина) — австрійський скульптор.

## Життєпис
Фернкорн навчався у Людвіга Міхаеля Шванталера в Мюнхені. 1840 року він переїхав до Відня і взяв участь у місцевому протесті проти неокласицизму. Він заново відкрив барокову скульптуру, і прикладом тому є його кінна скульптура ерцгерцога Карла (1859), який переміг Наполеона в Асперн-Есслінзькій битві. У цій роботі скульптор вміло створив велику скульптуру вершника з конем, що балансує на задніх ногах.

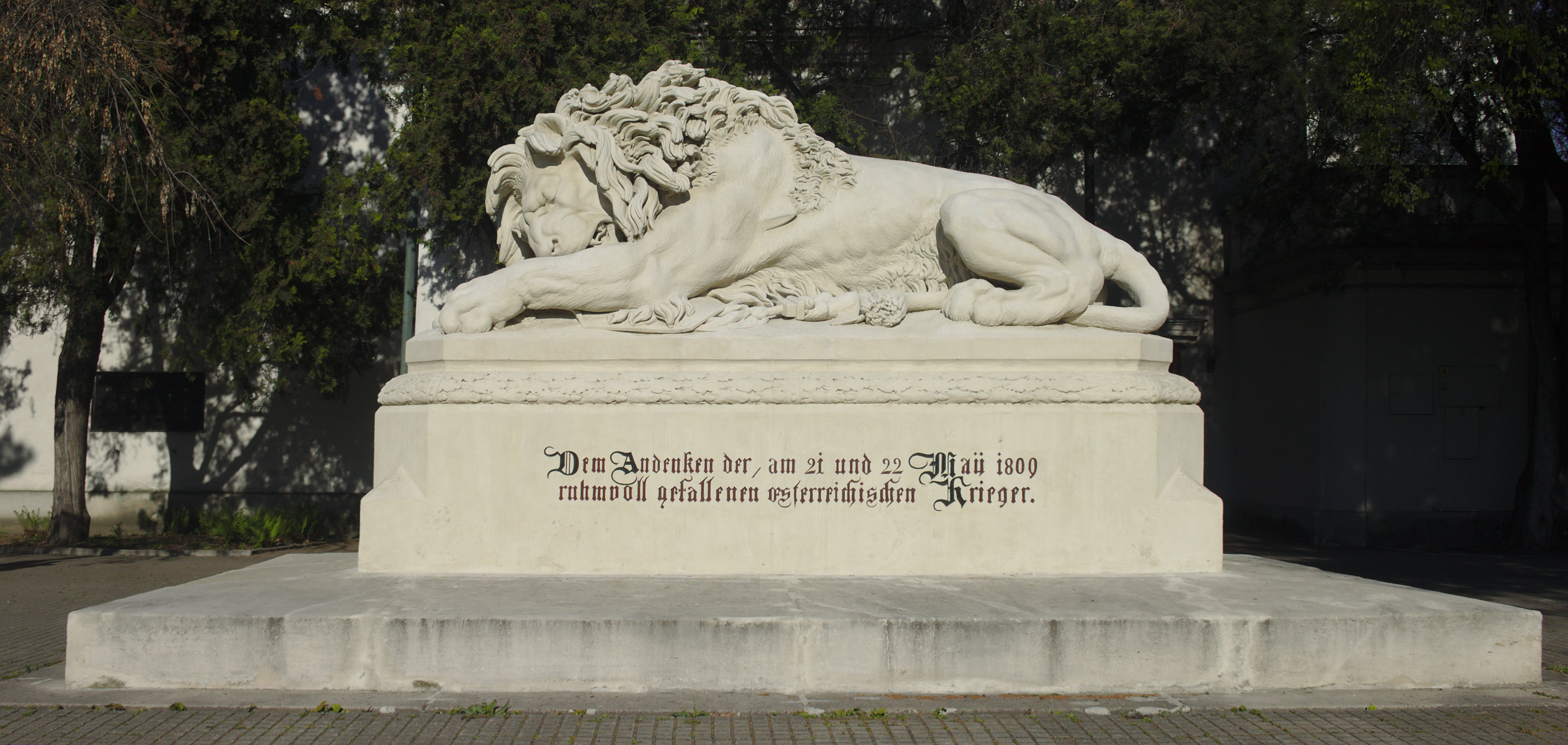
«Аспернський лев»

Кінна статуя Євгена Савойського виявилася менш вдалою і до часу її відкриття 1865 року психічний розлад, від якого страждав Фернкорн, не дозволив скульптору продовжити творчість. Фернкорн також відомий скульптурними портретами, зокрема бюстом Франца Йосифа I, і як анімаліст, який створив таку роботу як, наприклад, «Аспернський лев» у Відні.
Фернкорн завідував імператорською ливарнею у Відні.
Могильний монумент самого Фернкорна, робота скульптора Йозефа Баєра, розташований на Центральному кладовищі Відня. Монумент являє собою рельєфний портрет скульптора в робочому одязі з інструментами в руках, оточений рельєфними зображеннями найвідоміших його робіт.